# Nouvelle synagogue de Hanovre (1870-1938)

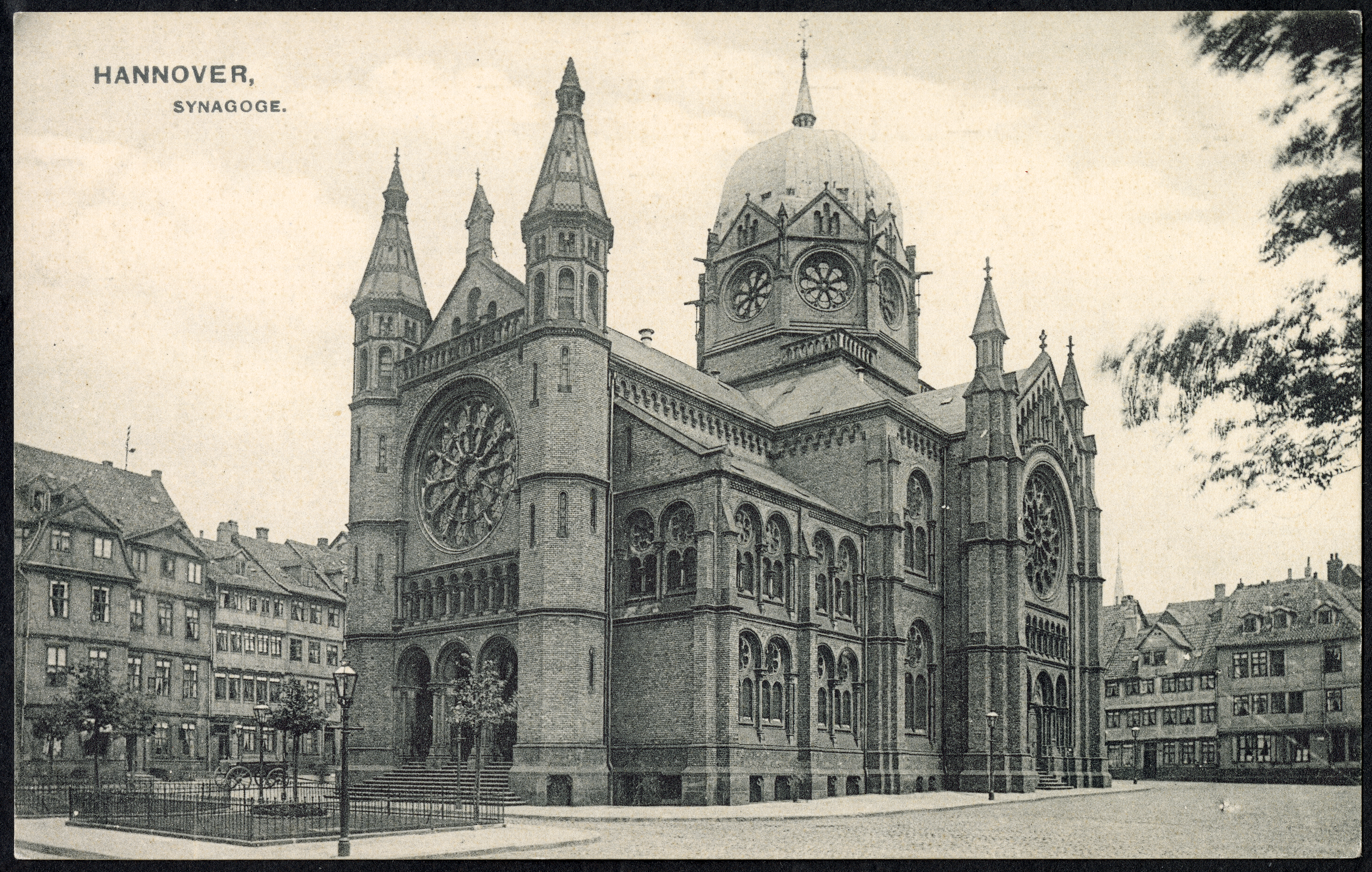
La nouvelle synagogue dans la Calenberger Neustadt – Carte postale de 1905, No. 4408 par Zedler & Vogel

La nouvelle synagogue de Hanovre se trouvait dans la Bergstraße située dans le quartier Calenberger Neustadt de Hanovre. Elle a été construite suivant les plans de l'architecte Edwin Oppler, en style éclectique et historiciste, en prenant comme modèle l'église Saint-Augustin de Paris, la cathédrale de Worms et la cathédrale d'Aix-la-Chapelle.
La synagogue a été inaugurée en 1870 et détruite par les nazis pendant la nuit de Cristal en 1938, comme la plupart des lieux de culte juif en Allemagne.

## La communauté juive de Hanovre

### Du Moyen Âge auXIXesiècle
Des Juifs habitent Hanovre depuis le Moyen Âge. Ils sont mentionnés la première fois dans un document en date de 1291. Protégés par un statut juridique spécial nécessitant pour leur installation une autorisation explicite des autorités, ils ne possèdent pas les mêmes droits que les autres citoyens.
À la suite de sermons violemment anti-Juifs des pasteurs protestants conduisant à des émeutes, le conseil municipal de la ville interdit en 1588 les échanges entre Chrétiens et Juifs. Les Juifs privés de leurs moyens d'existence quittent alors la vieille ville de Hanovre (Altstadt Hannover) et s'installent à Calenberger Neustadt, ville à l'époque indépendante. Jusqu'au XIXe siècle, aucun Juif n'habitera dans l'Alstadt.
Bien que le judaïsme soit toléré au XVIIe siècle comme religion, les Juifs sont relégués socialement en dehors des centres-villes. La première synagogue est construite en 1703 à Calenberger Neustadt, dans une arrière-cour, sur un terrain non visible de l'espace public.
Le premier livre d'adresses imprimé de la ville de Hanovre, en 1798, mentionne, à la fin, le nom de Juifs individuels dans un répertoire du commerce et de l'artisanat pratiqués par la communauté juive à Calenberger Neustadt.
Une première synagogue est construite en 1704, qui sera remplacée en 1827 par une nouvelle construction, dénommée ultérieurement la Alte Synagoge (Vieille synagogue). Ce n'est qu'en 1842 que les Juifs acquirent l'égalité des droits avec les autres citoyens.

### LeXXesiècle et l'annihilation de la communauté
Au début du XXe siècle, la communauté juive de Hanovre est une des dix plus importantes communautés d'Allemagne. De nombreuses associations et fondations juives rythment la vie de la communauté. De 668 personnes en 1852, la population juive passe à 5 155 membres en 1910 avant de redescendre par la suite. Il y a 4 839 Juifs en 1933 à l'arrivée au pouvoir des nazis et 2 271 en 1939, due à une émigration principalement vers les États-Unis et la Palestine en raison du boycott économique, de la perte de leurs droits civiques et des différentes brimades et persécutions.
En 1933, l’antisémitisme devient  un programme du gouvernement. Lors de la nuit de Cristal, du 9 au 10 novembre 1938, la synagogue est incendiée ainsi que l'oratoire du cimetière juif de Bothfeld, 27 appartements et 94 commerces et entreprises appartenant à des Juifs sont pillés et détruits. 181 hommes sont arrêtés cette nuit-là, molestés, puis conduits le lendemain au camp de concentration de Buchenwald. Ils seront libérés quelques semaines plus tard. Fin 1938, début 1939, les Juifs de Hanovre sont contraints de vendre leur entreprise et leurs biens immobiliers. Fin janvier 1939, l'aryanisation est achevée.
À partir de décembre 1941, les Juifs restés à Hanovre sont déportés vers Riga, Varsovie, Theresienstadt et Auschwitz. Très peu survivront. À la fin de la Seconde Guerre mondiale, la communauté juive de Hanovre est anéantie.

## Histoire de la synagogue

### Les anciennes synagogues
Le site de la synagogue dans la Calenberger Neustadt sur la rive gauche de la Leine est dû à des raisons historiques. Depuis 1588, seuls les Protestants ont le droit de résider dans l'Altstadt (Vieille ville) de Hanovre. Les Juifs s'installent donc principalement dans la Calenberger Neustadt, dépendant de l'ancien château seigneurial de Lauenrode.

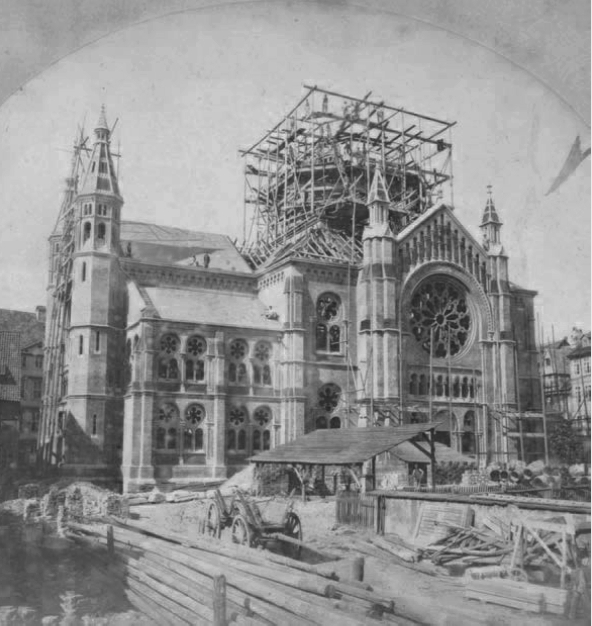
La synagogue pendant sa construction

En 1704, une première synagogue est autorisée auf dem Berge (sur la montagne). Elle est remplacée en 1826 par un nouveau bâtiment dénommé ultérieurement la Alte Synagoge (Vieille synagogue). L'emplacement de la synagogue, située à l'arrière d'une cour, montre l'exclusion sociale des Juifs.

### La nouvelle synagogue
Dans la seconde moitié du XIXe siècle, la population juive augmente fortement jusqu'à représenter près de 2 % de la population totale. L'Alte Synagoge devenue trop petite, la communauté juive décide en 1858, de construire une nouvelle synagogue et acquiert un terrain sur le site de l'ancienne poste centrale, près de l'église Saint-Jean. Elle fait appel à l'architecte d'origine juive Edwin Oppler, un des principaux représentants de l'école d'architecture néo-gothique de Hanovre et grand admirateur d'Viollet-le-Duc. L'emplacement prévu pour la synagogue pose un défi à l'architecte qui note: « Le bâtiment dans sa globalité, situé dans un espace ouvert, près d'une église chrétienne, sera le triomphe du judaïsme au XIXe siècle » et « La nouvelle synagogue à Hanovre sera la première dans le style allemand ».
Oppler prévoit un grand bâtiment central, surmonté d'une haute coupole située au-dessus de la Bimah, en style néo-roman. Par cette architecture, Oppler désire rendre visible l'identité juive et sa pleine appartenance à la nation allemande. Il considère que: « Les Juifs allemands doivent dans les États allemands construire en style allemand ». Les plans d'Oppler pour la synagogue de Hanovre, vont influencer de nombreux architectes pour la construction de synagogues en Allemagne.

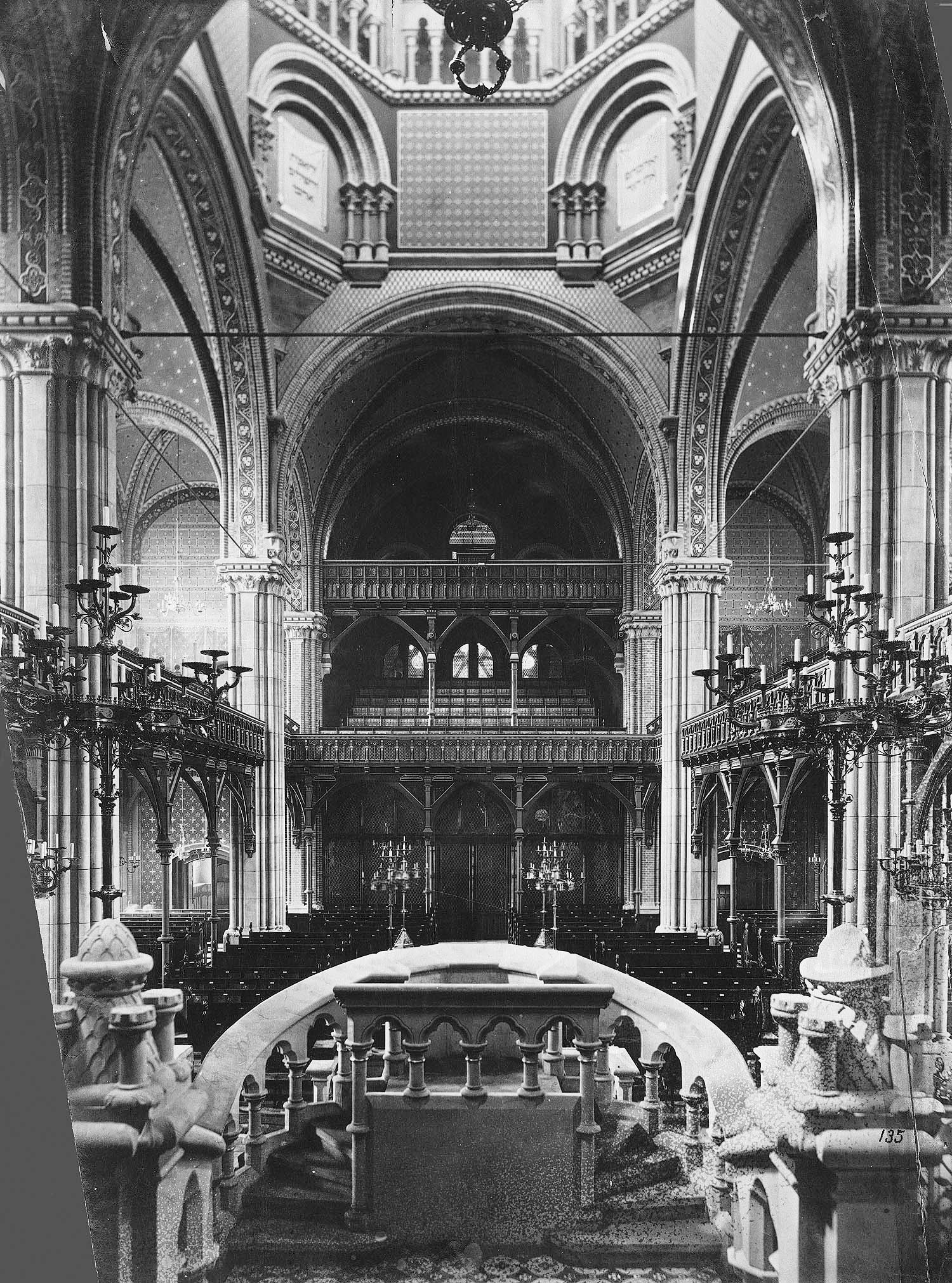
L'intérieur de la nouvelle synagogue vers 1890

La construction commence en 1864 et se termine en 1870. Le conseil municipal de Hanovre se félicite de la construction de la nouvelle synagogue qui contribue à l'embellissement de la ville. Le bâtiment ne rencontre que des louanges. Les contemporains saluent la synagogue comme une perle de l'architecture hanovrienne, qui symbolise la fin de la discrimination envers les Juifs.
L'inauguration solennelle de la synagogue se déroule le 15 septembre 1870, avec le transfert des rouleaux de Torah. Une procession festive apporte les rouleaux de l'Alte Synagoge à la Neue Synagoge (nouvelle synagogue).
La synagogue construite suivant un plan en croix, possède une nef centrale et deux bas-côtés. La façade ouest, derrière laquelle se trouve le porche, est encadrée par deux tours octogonales. À l'est, le chœur est prolongé par une abside semi-circulaire, qui abrite l'Arche Sainte. Si la nouvelle synagogue de Hanovre possède encore certains éléments néo-gothiques, les synagogues conçues ultérieurement par Oppler seront souvent de style purement néo-roman. Oppler rejette le style mauresque très présent dans les synagogues du XIXe siècle, car pour lui, ce style appartient à l'Orient et ne peut faire référence qu'à l'Islam et non au judaïsme.
La synagogue de Hanovre présente un mélange habile de styles empruntés aux cathédrales rhénanes impériales et à l’église parisienne de Saint-Augustin. L’architecte s'inspire de Saint-Augustin pour les éléments de base de la façade de la synagogue: ainsi les marches qui conduisent à une entrée triple voûtée, surmontée d'une arcade avec rosace, le tout couronné d'un fronton triangulaire. Le dôme nervuré provient aussi du modèle parisien. Les tours sont empruntées à la cathédrale de Worms, et le tambour polygonal ainsi que le pignon à la base du dôme à la cathédrale d'Aix-la-Chapelle. Le plan de base est celui d'une croix grecque sous dôme. La croix grecque avec l'abside et le dôme provient de modèle d'église comme la basilique Saint-Pierre du Vatican ou la cathédrale de Pavie.
La synagogue est construite en briques jaunes. L'encadrement des fenêtres et les corniches sont en grès. La salle de prière peut accueillir 1 100 personnes: 650 sièges sont réservés pour les hommes au rez-de-chaussée, et 450 pour les femmes dans les trois galeries soutenues par des colonnes en fonte. La coupole est peinte en bleu et les fenêtres possèdent des vitrages colorés.
Pendant près de 70 ans, la synagogue devient le centre de la vie cultuelle et culturelle de la communauté juive. Les services religieux sont célébrés par l'officiant et Hazzan (chantre): Heinrich Berggrün auquel succède Jacob Hoffmann, puis Adolf Lazarus, Gerson Linhardt, Louis Levisohn, Israel Alter, Samuel Herskovits et d'autres, avec la participation de la chorale de la synagogue. Les fidèles entendent les sermons du rabbin Dr Samuel Ephraim Meyer (1819-1882), auquel succède Selig Gronemann (1843-1918), puis Samuel Freund (1868-1939) et Dr Emil Schorsch (1899-1982).

### Destruction de la nouvelle synagogue
Dans les années 1930, la nouvelle synagogue fait l'objet de plusieurs attaques de la part de milices nazies. Le 6 mars 1933, soit à environ un mois après l'arrivée au pouvoir d'Hitler, un incendie criminel se déclare dans la synagogue, mais est rapidement circonscrit. En 1935, la porte de la synagogue et plusieurs fenêtres sont endommagés. Lors de la nuit de Cristal, du 9 au 10 novembre 1938, un commando de SS de Hanovre pénètre dans la synagogue aux environs de minuit, la pille et y met le feu. Les pompiers arrivés sur place, n'ont que l'autorisation de protéger les maisons alentour. Dans la matinée, le Technische Nothilfe (Aide technique d'urgence) fait sauter la coupole devant de nombreux spectateurs. Le même mois, les murs extérieurs de la synagogue sont démolis. Le coût de l'élimination des gravats, pour un montant de 26 000 reichsmarks, est mis à la charge de la communauté juive.
Peu après, la ville de Hanovre contraint la communauté juive à lui vendre le terrain pour une somme ridicule. Après le début de la Seconde Guerre mondiale, un abri anti-aérien y est construit.
Après la destruction de la nouvelle synagogue, la communauté va de nouveau tenir ses offices dans l'Alte Synagoge. En septembre 1941, après l'expulsion des Juifs de leurs habitations, la vieille synagogue devient temporairement un centre d'hébergement avant que ceux-ci soient transférés vers les camps d'extermination. La vieille synagogue est détruite lors de bombardements aériens en 1943.
Le terrain de la nouvelle synagogue détruite est restituée en 1952 à la Jewish Restitution Successor Organization dans le cadre de la restitution des avoirs Juifs. La plus grande partie du terrain est alors vendue à Preussag pour y construire son siège. Il est ensuite acquis par le Ministère de la science et de la culture de Basse Saxe. En 1955-1957, l'église évangélique luthérienne construit son nouveau siège d'État sur le terrain situé le long de la Roten Reihe Strasse.

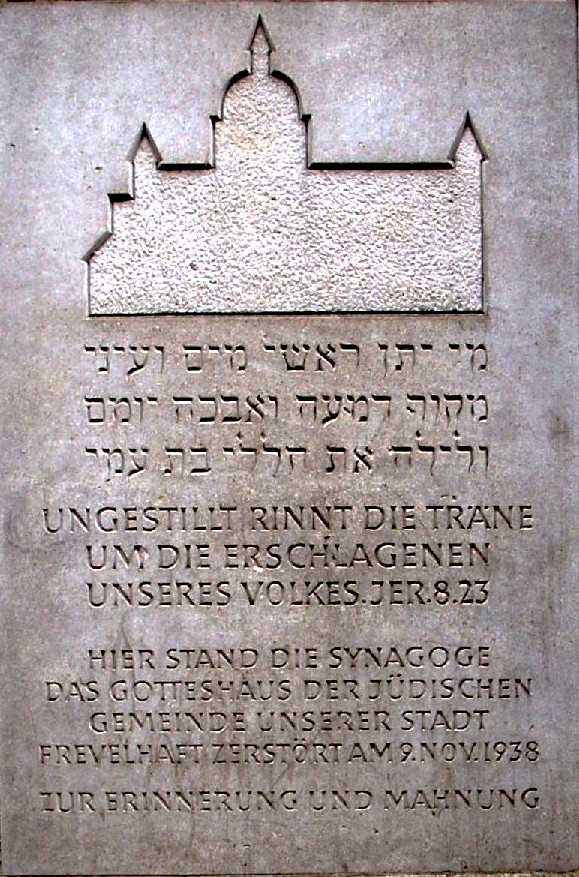
Mémorial à l'emplacement de la nouvelle synagogue

## Mémoriaux d'après-guerre
En 1958, une plaque commémorative en bronze est posée en souvenir de la nuit de Cristal, à quelques mètres de l'ancien emplacement de la synagogue. En 1978, un mémorial est installé sur la Rote Reihe Straße, car la Bergstraße n'existe plus en raison de la guerre. Ce mémorial est agrandi en 1993. Sur ce mémorial est inscrit un verset de l'Ancien Testament extrait du livre de Jérémie: 
« Je pleurerais jour et nuit les victimes de mon peuple (Jérémie 9.1)
Ici, se tenait la synagogue, le lieu de culte de la communauté juive de notre ville, ignominieusement détruite le 9 novembre 1938
Pour mémoire et prise de conscience »
Une maquette de la synagogue est présentée au Musée historique de Hanovre. Un relief de la nouvelle synagogue se trouve sur la tombe d'Oppler au cimetière juif de Strangriede à Hanovre.
En 1994, un mémorial dû au sculpteur Michelangelo Pistoletto est érigé sur l'Opernplatz à Hanovre. Il commémore les 6 800 Juifs de Hanovre qui ont péri pendant la période nazie. Le texte de l'inscription ne mentionne pas la synagogue détruite:
« Ce mémorial a été construit pour perpétuer le souvenir de plus de 6 800 Juifs de Hanovre. Beaucoup vivaient ici depuis des générations.

À partir de 1933, ils ont été humiliés, privés de leurs droits, expulsés, poussés au suicide ou tués par les nazis.
Les enfants, les femmes et les hommes juifs restés [à Hanovre] ont dû quitter leurs maisons en 1941 et ont été entassés sur décision des autorités municipales dans les maisons juives.
De là, ils ont été, sans aucune résistance significative de la population, déchus de leur citoyenneté, déportés et assassinés.
Les convois se sont dirigés le 28.10.1938 vers la Pologne; le 25.6.1939 vers la Pologne; le 15/12/1941 vers Riga; le 31/3/1942 vers Varsovie; le 23/7/1942 vers Theresienstadt; le 2.3.1943 vers Auschwitz; le 16/3/1943 vers Theresienstadt; le 11.1.1944 vers Theresienstadt; le 20.2.1945 vers Theresienstadt.
Il n'y a eu que très peu de survivants à Hanovre. 27 ont été libérés dans le camp de transit d'Ahlem par les soldats américains.
Les noms des victimes, tels que nous les connaissons aujourd'hui, sont inscrits sur ce mémorial.
Édifié 50 ans après, à la suite d'une initiative citoyenne hanovrienne, soutenue par de nombreux citoyennes et citoyens et par la ville de Hanovre.
Hanovre le 9.10.1994 »
En 2008, l'emplacement de l'entrée de la synagogue détruite est signalé symboliquement selon la conception du professeur Stefan Schwerdtfeger.

## Littérature
- (de) Cet article est partiellement ou en totalité issu de l’article de Wikipédia en allemand intitulé « Neue Synagoge (Hannover) » (voir la liste des auteurs).
- (de):  Hugo Thielen et Helmut Knocke: Hannover. Kunst- und Kultur-Lexikon. Handbuch und Stadtführer; éditeur: Klampen, Dietrich; édition actualisée et augmentée; 2007; page: 188;  (ISBN 3934920535 et 978-3934920538)
- (de):  Carol Herselle Krinsky: Europas Synagogen. Architektur, Geschichte und Bedeutung; éditeur: Fourier; Wiesbaden; 1997; pages 303 à 306;  (ISBN 3-925037896)